# Preservativo femenino

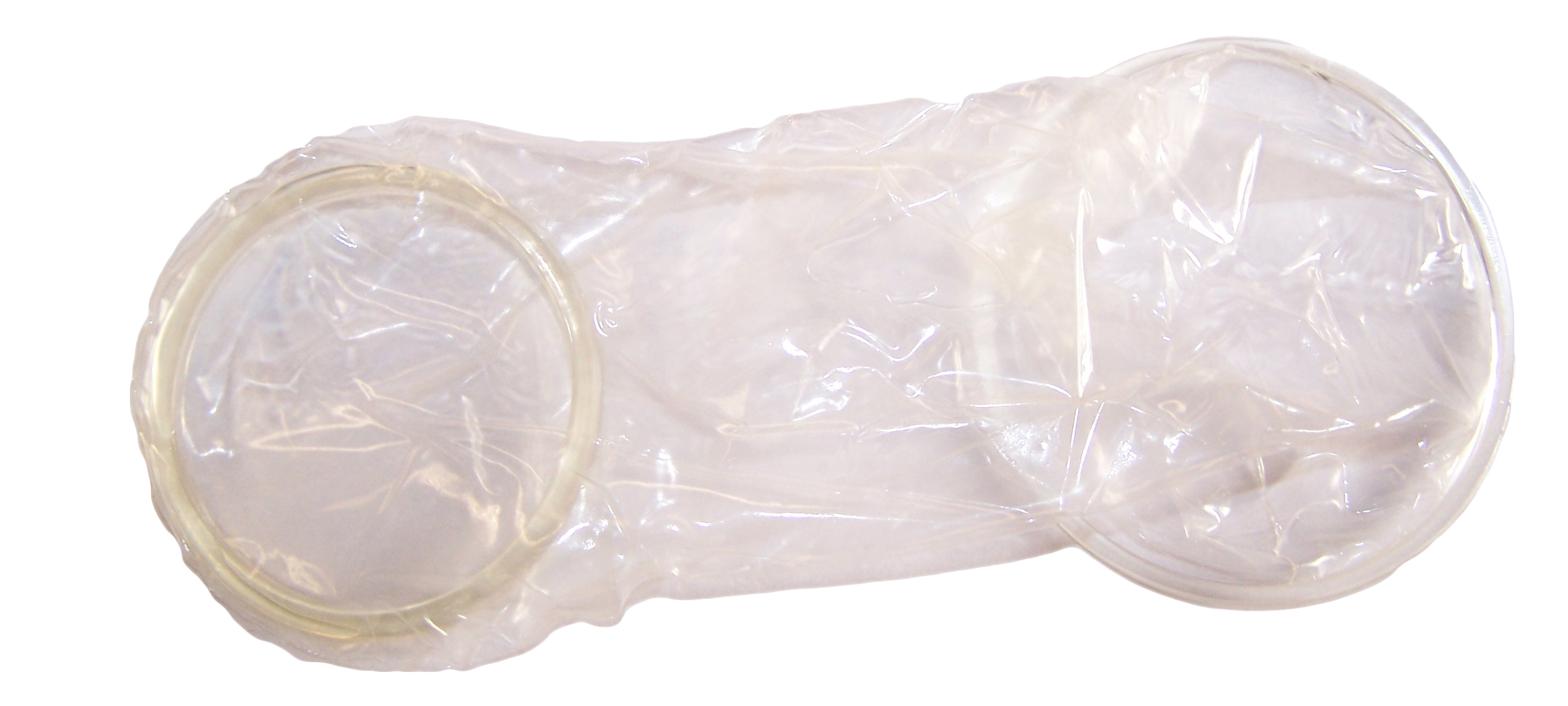
Condón interno de poliuretano.

El condón interno, o mejor conocido como condón femenino o vaginal es un método anticonceptivo de barrera de uso vaginal alternativo al condón externo o condón masculino. El condón interno brinda protección contra el embarazo y también contra las infecciones que se transmitan durante el contacto sexual, como el VIH u otras ITS.
El condón interno está hecho de un plástico delgado y fuerte llamado poliuretano. Una nueva versión, que es más barata, está hecha de una sustancia llamada nitrilo. Consiste en una delgada funda que se ajusta a las paredes de la vagina y se puede llevar puesto hasta 8 horas. A diferencia del condón externo no queda ajustado a tensión y por la humedad y temperatura propias de la vagina se adhiere cómodamente y su presencia es casi inapreciable. El condón interno apareció en 1992 en el Reino Unido y los Estados Unidos e inmediatamente se difundió su uso por Europa y el resto del mundo.
Su efectividad puede llegar a ser de entre el 75% y el 82%, aunque cuando se utiliza correctamente puede llegar a ser de un 95%

## Características
El primer condón interno, anteriormente conocido como condón femenino, fue elaborado con poliuretano, un tipo de plástico sintético. Este método de barrera brinda una protección eficaz frente a infecciones de transmisión sexual, como el virus del papiloma humano (VPH) y el virus de inmunodeficiencia humana (VIH), al reducir el contacto directo entre fluidos corporales y mucosas durante las relaciones sexuales, ya sean vaginales o anales. Asimismo, actúa como método anticonceptivo al impedir que los espermatozoides entren en contacto con el óvulo. Su uso fortalece la autonomía de las personas con vulva en la toma de decisiones sobre su salud sexual y reproductiva, promoviendo prácticas seguras, placenteras y responsables en contextos diversos.
Además, contribuye a la protección de los genitales externos durante la práctica sexual, reduciendo el riesgo de exposición a infecciones al momento de la penetración, ya sea por vía vaginal o anal.
Además del condón interno de poliuretano, existe el de nitrilo - segunda generación- desde 2007. Ambos resultan más resistentes que los condones de látex externos o masculinos, tienen un potencial de roturas menos frecuentes, mayor protección física (sexo protegido) y comodidad, así como un período de conservación más largo, aun cuando las condiciones de almacenamiento sean desfavorables.
El condón interno consta de una transparente funda pre lubricada que no contiene espermicidas, con dos anillos, uno interior y cerrado, que permite la colocación fácil dentro de la vagina, y el otro con un diámetro más grande, abierto y más flexible, que facilita cubrir los labios y clítoris, impide que el condón se introduzca demasiado en la vagina y que pierda posición.
El condón interno fue desarrollado como una herramienta que fortalece la autonomía corporal y la toma de decisiones informadas, especialmente en contextos donde las personas con vulva enfrentan mayores barreras para ejercer sus derechos sexuales y reproductivos. Este método de barrera permite mayor control sobre la protección frente a infecciones de transmisión sexual y embarazos no planificados, promoviendo relaciones sexuales más seguras y consensuadas. 

## Colocación
Antes de usar el condón interno, es importante verificar que el empaque esté en buen estado y que no haya vencido su fecha de caducidad.
1. Su colocación es similar a la de otros métodos de barrera de uso vaginal, como el anillo anticonceptivo, el diafragma o la esponja vaginal. A diferencia del condón externo, no es necesario esperar una erección para colocarlo. Para introducirlo, se debe presionar el anillo interno —que se encuentra en el extremo cerrado— y guiarlo con los dedos hacia el interior de la vagina o del canal anal, según el caso.
2. Una vez introducido, se puede utilizar un dedo (preferentemente el índice o el medio) para empujar el condón hasta que pase el hueso púbico y quede bien colocado en el fondo. Se recomienda hacerlo con las manos limpias y tener cuidado con objetos que puedan dañar el material, como uñas largas o accesorios.
3. El anillo externo debe quedar visible fuera del cuerpo, cubriendo parte de los genitales externos. Esto ayuda a reducir el riesgo de transmisión de infecciones por contacto con zonas como la base del pene, los testículos o el área genital externa, protegiendo tanto a quien lo usa como a su(s) pareja(s).
4. Después de la relación sexual, se debe girar suavemente el anillo externo para evitar que el semen se derrame, y luego retirarlo con cuidado, desechándolo de forma segura.

Este método ofrece una opción adicional para ejercer el derecho a una sexualidad segura, placentera e informada, respetando la diversidad de cuerpos, prácticas y relaciones.
Notas:
- Nunca debe usarse un condón externo a la vez que un condón interno o vaginal. Para efectividad y protección adicional contra el embarazo, puede recurrir a un gel espermicida.
- Se recomienda usarlo una única vez pero se está estudiando su posible reutilización.[1]
- Al sacar el condón, envuélvelo con un pedazo de papel higiénico y tíralo a la basura, nunca al WC.
- Si al usar el condón presentase alguna irritación o malestar, consulte de inmediato con su médico.

## Ventajas e inconvenientes
Como todos los métodos anticonceptivos, el condón interno tiene sus ventajas y sus inconvenientes. Entre las ventajas está el que no hace falta esperar a que el pene esté en erección, que no es necesario extraerlo o levantarse a asearse inmediatamente después de la eyaculación, y su fácil uso. Previene contra las enfermedades de transmisión sexual, como el virus del papiloma humano y el VIH. Supone una alternativa para aquellas personas que tienen alergia al látex. Pero como todos los métodos, este también tiene sus aspectos negativos, tiene mayor precio que el condón externo, y se da la creencia equivocada de ser aparatoso porque es para una anatomía más compleja.